# 朗县
朗县（藏語：སྣང་རྫོང་།，威利转写：snang rdzong，藏语拼音：Nang Zong）在中华人民共和国西藏自治区东南部、雅鲁藏布江沿岸，是林芝市下属的一个县。常住总人口約2万人，藏语中意思是“显现”。

## 交通
- 1965年修通林芝-邛多江的公路经过朗县。
- 江北公路：全长86.64公里。2005年开通，贯穿朗县洞嘎、朗镇2个乡镇18个行政村，公路等级为四级砂砾路面。
- 2021年拉林铁路开通运营，设有朗县站。
- 219国道过境。

## 人口
根據第七次人口普查數據，截至2020年11月1日零時，朗縣常住人口為17648人。

## 行政区划
朗县下辖3个镇、3个乡：
朗镇、仲达镇、洞嘎镇、拉多乡、金东乡和登木乡。

## 名胜古迹
- 巴尔曲德寺：位于朗镇堆巴村，是林芝地区规模最大的寺庙之一。
- 列山古墓群：位于金东乡林邛公路旁。
- 扎日莎巴山：佛教圣山，又称杂日山，是闻名全藏的圣地。
- 拉多藏湖：位于拉多乡藏村。
- 雅鲁藏布江巨柏